# ۱۳۷۹ (قمری)
۱۳۷۹ (قمری)، هزار و سیصد و هفتاد و نهمین سال در گاهشماری هجری قمری است. اول محرم این سال برابر با هفتم ژوئیه سال ۱۹۵۹ میلادی است.

## زادگان
- نمر باقر النمر
- موزا بنت ناصر

## درگذشتگان
- خلیل مردم بک
- سعید نورسی